# Боль и слава
«Боль и слава» (исп. Dolor y gloria) — испанский драматический фильм 2019 года режиссёра и сценариста Педро Альмодовара. Главные роли в картине исполняют Антонио Бандерас, Асьер Эчеандиа, Пенелопа Крус, Хульета Серрано и Леонардо Сбаралья.
Фильм получил положительные отзывы критиков, отметивших его режиссуру, сценарий, актёрские работы и саундтрек, а также назвавших картину лучшей работой Альмодовара за многие годы. За роль переживающего творческий кризис режиссёра Антонио Бандерас получил номинации на премии «Оскар» и «Золотой глобус», а также выиграл приз Каннского кинофестиваля за лучшую мужскую роль и ряд наград от кинокритиков. Сам фильм был номинирован на премии «Оскар», BAFTA и «Золотой глобус» как лучший иностранный фильм от Испании (первый за 15 лет испанский фильм, попавший в число номинантов на «Оскар» как лучший иностранный фильм).

## Сюжет
Наполовину автобиографический фильм повествует о серии встреч Сальвадора Мальо — кинорежиссёра, переживающего творческий кризис. Некоторые из этих людей встречаются физически, некоторые в воспоминаниях: его детство в 1960-х годах, когда он переехал с родителями в Патерну в поисках процветания, первое желание, его первая взрослая любовь к Федерико в Мадриде в 1980-х годах, боль от разрыва этих отношений, терапия, преждевременное открытие кино, невозможность продолжения съёмок и т. д.

## Актёрский состав
- Антонио Бандерас — Сальвадор
  - Асьер Флорес — Сальвадор
- Асьер Эчеандиа[англ.] — Альберто Креспо
- Леонардо Сбаралья — Федерико Дельгадо
- Нора Навас — Мерседес
- Хульета Серрано — Хасинта
  - Пенелопа Крус — Хасинта, мать Сальвадора
- Рауль Аревало — Венасио Майо
- Сесилия Рот — Сулема
- Педро Касабланк — доктор Галиндо
- Суси Санчес — Беата
- Сесар Висенте — Эдуардо

## Производство
Кинокомпания El Deseo анонсировала фильм в апреле 2018 года. Антонио Бандерас и Асьер Эчеандиа были объявлены в качестве актёров первого плана, тогда как Пенелопа Крус и Хульета Серрано — в качестве второго. Съёмки картины проходили с 16 июля по 15 сентября 2018 года.

## Релиз
Фильм был выпущен в прокат Испании 22 марта 2019 года. Его международный дебют состоялся на Каннском кинофестивале, где он был показан 18 мая в рамках основного конкурса. Картина была выпущена в России 12 июня компанией «Вольга», 23 августа в Великобритании компаниями Pathé и 20th Century Fox, а также 4 октября в ограниченном прокате США компанией Sony Pictures Classics.

## Принятие

### Отзывы критиков
Фильм получил положительные отзывы критиков. На интернет-агрегаторе Rotten Tomatoes он имеет рейтинг 97 % на основе 279 рецензий. Metacritic дал фильму 87 баллов из 100 возможных на основе 43 рецензий, что соответствует статусу «всеобщее признание». Он был положительно встречен и в Испании: на сайте FilmAffinity фильм имеет средний балл 7,4 из 10.

### Награды и номинации
| Премия                                 | Год  | Категория                         | Номинант(-ы)                                | Результат |
| -------------------------------------- | ---- | --------------------------------- | ------------------------------------------- | --------- |
| «Оскар»                                | 2020 | Лучший фильм на иностранном языке | «Боль и слава»                              | Номинация |
| «Оскар»                                | 2020 | Лучшая мужская роль               | Антонио Бандерас                            | Номинация |
| BAFTA                                  | 2020 | Лучший неанглоязычный фильм       | «Боль и слава»                              | Номинация |
| AACTA International                    | 2020 | Лучшая мужская роль               | Антонио Бандерас                            | Номинация |
| «Золотой глобус»                       | 2020 | Лучший фильм на иностранном языке | «Боль и слава»                              | Номинация |
| «Золотой глобус»                       | 2020 | Лучшая мужская роль — драма       | Антонио Бандерас                            | Номинация |
| Каннский кинофестиваль                 | 2019 | Золотая пальмовая ветвь           | «Боль и слава»                              | Номинация |
| Каннский кинофестиваль                 | 2019 | Лучшая мужская роль               | Антонио Бандерас                            | Победа    |
| Каннский кинофестиваль                 | 2019 | Queer Palm                        | «Боль и слава»                              | Номинация |
| Каннский кинофестиваль                 | 2019 | Лучший саундтрек                  | Альберто Иглесиас                           | Победа    |
| Премия Европейской киноакадемии        | 2019 | Лучший фильм                      | «Боль и слава»                              | Номинация |
| Премия Европейской киноакадемии        | 2019 | Лучший актёр                      | Антонио Бандерас                            | Победа    |
| Премия Европейской киноакадемии        | 2019 | Лучший сценарист                  | Педро Альмодовар                            | Номинация |
| Премия Европейской киноакадемии        | 2019 | Лучший художник-постановщик       | Антксон Гомес                               | Победа    |
| Премия Европейской киноакадемии        | 2019 | Лучший фильм по версии зрителей   | «Боль и слава»                              | Номинация |
| «Гойя»                                 | 2020 | Лучший фильм                      | «Боль и слава»                              | Победа    |
| «Гойя»                                 | 2020 | Лучший режиссёр                   | Педро Альмодовар                            | Победа    |
| «Гойя»                                 | 2020 | Лучшая мужская роль               | Антонио Бандерас                            | Победа    |
| «Гойя»                                 | 2020 | Лучшая женская роль               | Пенелопа Крус                               | Номинация |
| «Гойя»                                 | 2020 | Лучшая мужская роль второго плана | Леонардо Сбаралья                           | Номинация |
| «Гойя»                                 | 2020 | Лучшая мужская роль второго плана | Асьер Эчеандиа                              | Номинация |
| «Гойя»                                 | 2020 | Лучшая женская роль второго плана | Хульета Серрано                             | Победа    |
| «Гойя»                                 | 2020 | Лучший оригинальный сценарий      | Педро Альмодовар                            | Победа    |
| «Гойя»                                 | 2020 | Лучшая операторская работа        | Хосе Луис Алькайне                          | Номинация |
| «Гойя»                                 | 2020 | Лучшая музыка                     | Альберто Иглесиас                           | Победа    |
| «Гойя»                                 | 2020 | Лучший монтаж                     | Тереса Фонт                                 | Победа    |
| «Гойя»                                 | 2020 | Лучший звук                       | Серхио Бурман, Пелайо Гутьеррес, Марк Ортс  | Номинация |
| «Гойя»                                 | 2020 | Лучшая работа художника           | Антксон Гомес                               | Номинация |
| «Гойя»                                 | 2020 | Лучшие костюмы                    | Паола Торрес                                | Номинация |
| «Гойя»                                 | 2020 | Лучший грим                       | Ана Лосано, Серхио Перес Бербел, Монце Рибе | Номинация |
| Ассоциация кинокритиков Лос‑Анджелеса  | 2019 | Лучший фильм на иностранном языке | «Боль и слава»                              | Победа    |
| Ассоциация кинокритиков Лос‑Анджелеса  | 2019 | Лучшая мужская роль               | Антонио Бандерас                            | Победа    |
| Круг кинокритиков Нью-Йорка            | 2019 | Лучшая мужская роль               | Антонио Бандерас                            | Победа    |
| Национальное общество кинокритиков США | 2019 | Лучшая мужская роль               | Антонио Бандерас                            | Победа    |
| «Спутник»                              | 2020 | Лучший иностранный фильм          | «Боль и слава»                              | Номинация |
| «Спутник»                              | 2020 | Лучшая режиссура                  | Педро Альмодовар                            | Номинация |
| «Спутник»                              | 2020 | Лучшая мужская роль — драма       | Антонио Бандерас                            | Номинация |
| «Спутник»                              | 2020 | Лучший оригинальный сценарий      | Педро Альмодовар                            | Номинация |
| «Спутник»                              | 2020 | Лучшая актриса второго плана      | Пенелопа Крус                               | Номинация |